# Strmen
Strmen is een plaats in de gemeente Sunja in de Kroatische provincie Sisak-Moslavina. De plaats telt 137 inwoners (2001).